# Sven Andersson (fotbollsspelare)
Sven Tommy "The Grower" Andersson, född 6 oktober 1963 i Strömstad, är en svensk före detta fotbollsmålvakt, som är assisterande tränare och målvaktstränare i Helsingborgs IF.

## Karriär
Som 16-åring stod Sven Andersson några matcher i IFK Strömstads A-lag som vid den här tidpunkten spelade i division 4. Samtidigt spelade  han med i pojklandslaget och gick 1980 till Örgryte IS som då spelade i näst högsta divisionen. Där fick han chansen till spel direkt då laget hade skadeproblem bland målvakterna. Han gjorde sin första allsvenska match redan 1981, bara 18 år gammal. 1985 var han med och blev svenska mästare med Örgryte. Det skedde i en slutspelsform med ett upplägg på två finaler mot IFK Göteborg.
Sven Andersson var med Sveriges fotbollslandslag under OS 1988 i Seoul. Sverige kom 5:a och Andersson var med i samtliga slutspelsmatcherna. Sammanlagt har han spelat 22 OS-landskamper.  Andersson har även stått en vänskapsmatch i landslaget mot Förenade Arabemiraten den 14 februari 1990, och blev även inkallad som reservmålvakt till VM 1990. Det blev totalt elva säsonger i Örgryte. Han lämnade laget 1991 som då hade två mindre framgångsrika säsonger bakom sig, och hade åkt ner en division.
1992 återvände han till Strömstad för spel i 28 matcher i division 2. Han gick sedan till Helsingborgs IF året därpå och var med och ledde laget till sin första titel på 57 år när de vann Svenska cupen 1998, efter två straffräddningar i finalen mot Anderssons gamla klubb Örgryte. 1999 var han med när HIF vann Allsvenskan. Andersson är den spelare som har spelat flest matcher i Allsvenskan, 431 stycken mellan 1981 och 2001.
Den 23 augusti 2000 räddade Andersson Álvaro Recobas straff i Helsingborgs IF:s kvalmatch mot FC Inter på San Siro i Milano. Straffräddningen i slutet av matchen gjorde att HIF kunde avancera till Champions League. Efter detta fick han smeknamnet "San Siro-Sven". Andersson blev utsedd till årets HIF:are både 1993 och 1999. Han spelade sista gången för HIF i Uefa-cupen mot Ipswich Town den 1 november 2001.Senare samma månad skrev Andersson på ett lånekontrakt säsongen ut för West Ham, som då hade stort behov av en reservmålvakt.
Andersson blev målvaktstränare i Helsingborgs IF efter aktiva karriären. I början av 2017 gick han till IFK Göteborg, men återkom till HIF under november samma år.

## Meriter
- 1 A-landskamp
- Svensk mästare 1985, 1999
- Svensk cupmästare 1998
- 431 allsvenska matcher 1981-2001